# ドラール (競走馬)
ドラール（Dollar、1860年 - 1886年）は、フランスで生産および調教された競走馬、のち種牡馬。オーナーブリーダーであったオーギュスト・リュパンの生産所有馬を代表する一頭で、19戦してグッドウッドカップなどを含む8勝を挙げた。種牡馬としてはサルヴァトールとユパスのジョッケクルブ賞（フランスダービー）馬2頭を筆頭に多数の活躍馬を出す成功を収め、1878年のフランスリーディングサイアーを獲得した。
パリロンシャン競馬場のドラール賞に名を冠されている。

## 生涯
ドラールは1860年にオーギュスト・リュパンのヴィロフレー牧場（Haras de Viroflay、イヴリーヌ県ヴィロフレー）で生産された。父はザフライングダッチマン、母はリュパンが1853年にイギリスから輸入したペイメント (Payment) で、ペイメントの7番仔であった。体高はおよそ1メートル58センチと標準的な馬格だったが、それに相応しい長さの胴と力強い後肢、素晴らしい肩と完璧な脚を持っていた。

### 競走馬時代
競走馬としてのドラールは、父親の競走成績や自身の繁殖成績と比較すると地味なものであった。
2歳時（1862年）はプルミエクリテリウム (Premier Critérium) とグランクリテリウム (Grand Critérium)に出走したが、いずれも着外に敗れた。
明けて3歳になったドラールは、まずジョッケクルブ賞（フランスダービー）のトライアル競走のひとつランペルール賞 (Prix de l'Empereur)に出走し勝利。しかし本番のジョッケクルブ賞では牝馬ラトゥーク (La Toucques)の2着だった。続いてヴェルサイユのサトリー競馬場 (Hippodrome de Satory) で行われた奨励協会賞 (Prix de la Société d'Encouragement) に勝利、フォンテーヌブローのフォンテーヌブロー競馬場で行われたフォンテーヌブロー賞 (Prix Fontainebleau)に3着したのち、ドイツのバーデン＝バーデンへ向かった。バーデンバーデン競馬場では2戦して入着どまりで、特にメインレースのバーデン大賞ではまたもラトゥークの後塵を拝した。帰国後の2戦はプランシパル賞 (Prix Principal) に勝利、サンクルー賞 (Prix de Saint-Cloud)で着外という結果だった。1863年の成績は7戦3勝で、42,500フランス・フランの賞金を獲得した。
冬の間にイギリスのジョゼフ・ヘイホー (Joseph Hayhoe)調教師の下へ送られてさらなる調教が積まれ、当時は一大イベントであったノーサンプトン競馬場のグレートノーサンプトンシャーステークス (Great Northamptonshire Stakes) に出走した。下馬評では負担重量が5ストーン9ポンドと軽いボーフォート公爵ヘンリー・サマセットの持ち馬ロードゼットランド (Lord Zetland) が大本命で、7ストーン9ポンドを背負うドラールは誰も名を挙げないほどの穴馬扱いだった。しかしレースがスタートしてみると、しばらく最後尾に取り残されているように見えたドラールは向こう正面で徐々に進出を開始して順位を上げていき、直線残り400メートルからさらに加速して先頭を走るロードゼットランドを交わし、これに5馬身差をつけて優勝した。リュパンはこの勝利について「自分のスポーツマンとしての人生において最大の感動のひとつ」と語った。また騎乗したジョン・キッチナーはニューマーケットの調教師を「目の前で調教を行っていたのにまったく見えていなかった愚か者たち」とこき下ろして溜飲を下げた。
フランスへ帰国したドラールはランペラトリス大賞 (Grand Prix de l'Impératrice)とランペルール賞 (Prix de l'Empereur)に出走、どちらもストラデッラ (Stradella)を2着に抑えて連勝した。
再度渡英して出走したグッドウッドカップがドラールのベストレースで、ザレンジャー (The Ranger)やストラデッラ、ロードゼットランドらを破って優勝した。イギリスを転戦した後は大陸に戻ってバーデン大賞やランペルール大賞に出走するも勝ち星は挙げられず（バーデン大賞はヴェルムートの2着）、1864年のシーズン終了とともに現役を引退した。1864年の成績は7戦5勝で、獲得賞金は69,325フラン（内訳は大陸で28,200フラン、イギリスで41,125フラン）だった。

### 種牡馬時代
引退後はヴィロフレー牧場で種牡馬となり、初年度産駒は1871年にデビューした。翌1872年には、Nethouがプール・デ・プロデュイ（後のダリュー賞）を、Dami がバーデン大賞をそれぞれ制する好スタートを切り、さらに1873年は Fideline がグランクリテリウムに勝利した。
そして1875年のサルヴァトール（ジョッケクルブ賞およびパリ大賞）、サンシール（Saint-Cyr、プール・デッセ）、アルマンサ（Almanza、プール・デ・プロデュイ2回〈後のダリュー賞およびリュパン賞〉）らの活躍により、ドラールはフランスを代表する種牡馬となった。
その後も産駒から安定して活躍馬を輩出した。1877年から1878年にかけてはフォンテーヌブロー（Fontainebleau、1877年プール・デッセ）、Astrée（1877年フォレ賞）、Patriarche（1878年オートゥイユ大ハードル）らが走り、1878年にドラールはフランスのリーディングサイアーに輝いた。さらに Violette（1880年ダリュー賞）、クリオ（Clio、1882年グレフュール賞およびロワイヤルオーク賞）、Verte Bonne（1883年ディアヌ賞）、Martin-Pêcheur（1885年プランスドガル賞）らが出た。
晩年になってからの産駒として、ザコンドル（The Condor、1884年グランクリテリウム・1886年ラクープ）、ユパス（Upas、1886年ジョッケクルブ賞・1887年グラディアトゥール賞）、アケロン（Achéron、1889年サブロン賞およびフォレ賞）、ボカージュ（Bocage、1888年グレフュール賞）らが挙げられる。
これらの産駒の総獲得賞金は400万フラン近くに達した。
ドラールは1886年12月にヴィロフレー牧場で死亡した。

### 顕彰
本馬を記念し、1905年にロンシャン競馬場にドラール賞が創設された。

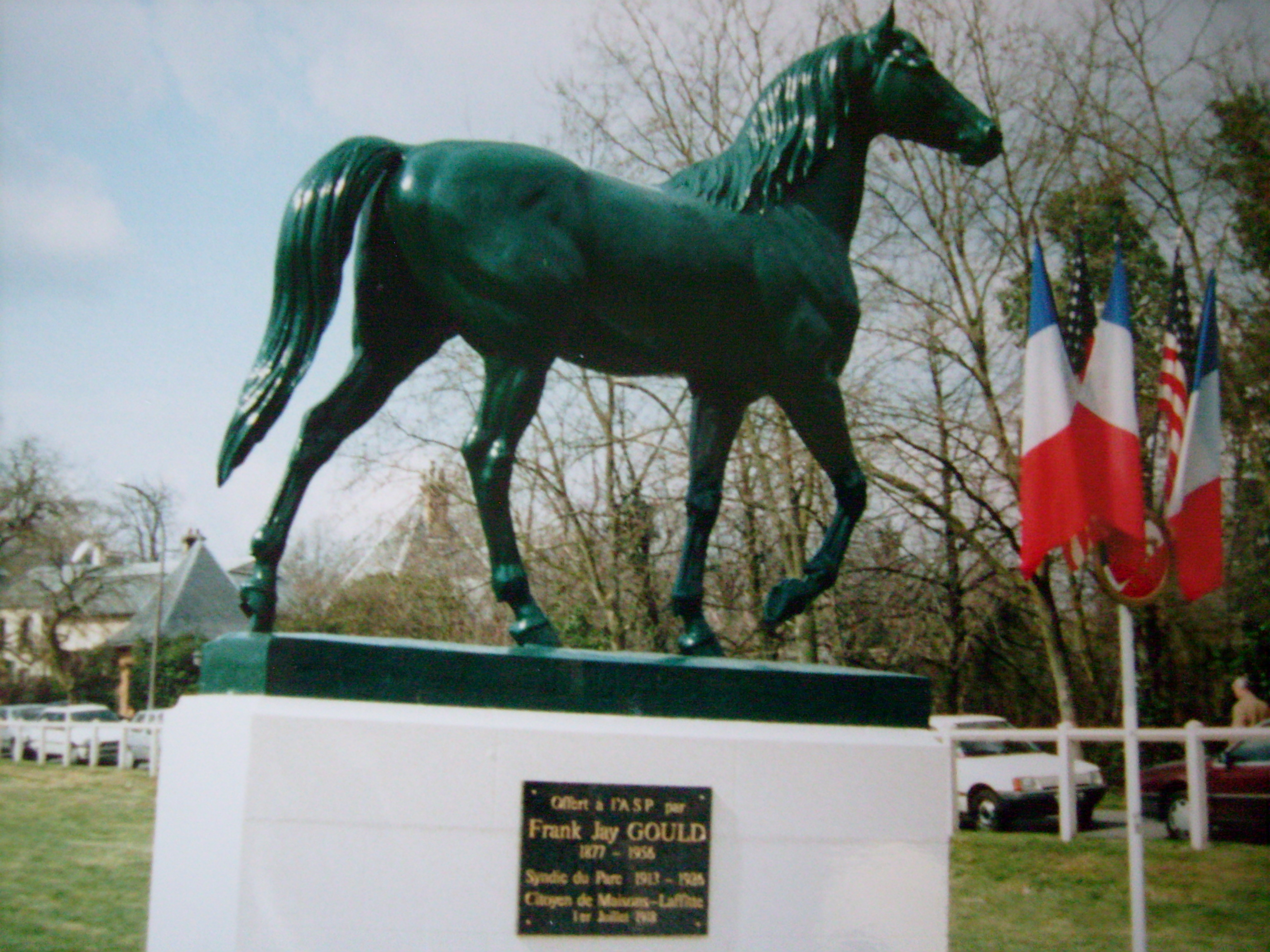
メゾン＝ラフィット公園に建てられたドラール像

またメゾンラフィット競馬場近くのピカール通り5番地に面した一画にドラールの像がある。これはフランスでホテルやカジノを経営していたアメリカ人実業家のフランク・ジェイ・グールドが1912年に建て、1918年にメゾン＝ラフィット公園管理組合 (Association Syndicale du Parc de Maisons-Laffitte; ASP) へ寄贈したものである。ただし「ドラール」と題されてはいるものの実際のドラールを模したものではなく、ヴァル・ドーヌ鋳造所（Hauts Fourneaux de la fonderie du Val d’Osne、オート＝マルヌ県）のカタログにカタログ番号150番で掲載された、彫刻家ピエール・ルイ・ルイヤールが典型的なイギリス馬として制作した像である。
他にフォンテーヌブローの Grand Parquetや、ブラジル・リオデジャネイロのガベア競馬場（ジョッキークラブ・ブラジレイロ）にもドラールの像がある。

## 競走成績
- 走路はすべて芝馬場。
- 当時はグループ制導入前のため格付け無し。
- 競走名の S はステークスの、C はカップの略。

| 競走日         | 競馬場               | 競走名                  | 距離    | 頭数 | 着順 | 騎手      | 斤量     | 1着馬（2着馬）    | 出典          |
| -------------- | -------------------- | ----------------------- | ------- | ---- | ---- | --------- | -------- | ----------------- | ------------- |
| 1862年9月21日  | シャンティイ         | プルミエクリテリウム    | 800m    | 13   | 着外 |           | 54kg     | Pas-Perdus        | [ 13 ]        |
| 1862年10月5日  | ロンシャン           | 仏グランクリテリウム    | 1500m   | 10   | 着外 |           | 54kg     | Damier            | [ 14 ]        |
| 1863年5月3日   | ロンシャン           | ランペルール賞          | 2100m   | 6    | 1着  | Kitchener | 54kg     | (Charles-Martel)  | [ 15 ] [ 16 ] |
| 1863年5月17日  | シャンティイ         | ジョッケクルブ賞        | 2400m   | 16   | 2着  | Kitchener | 54kg     | La-Toucques       | [ 17 ]        |
| 1863年5月24日  | サトリー             | 奨励協会賞              | 2200m   | 5    | 1着  | Kitchener | 56+1⁄2kg | (Charles-Martel)  | [ 18 ]        |
| 1863年6月14日  | フォンテーヌブロー   | フォンテーヌブロー賞    | 3000m   | 16   | 3着  |           | 51kg     | Tambour-Battant   | [ 19 ]        |
| 1863年9月5日   | バーデンバーデン     | ツフトレネン            | 2000m   | 6    | 2着  |           |          | Conquéte          | [ 20 ] [ 21 ] |
| 1863年9月7日   | バーデンバーデン     | バーデン大賞            | 3200m   | 12   | 2着  |           |          | La-Toucques       | [ 22 ] [ 21 ] |
| 1863年9月28日  | ロンシャン           | プランシパル賞          | 4000m   | 4    | 1着  | Kitchener | 53kg     | (Alerte)          | [ 23 ]        |
| 1863年10月11日 | ロンシャン           | サンクルー賞            | 3000m   | 13   | 着外 |           | 54kg     | Nobility          | [ 24 ]        |
| 1864年3月29日  | ノーサンプトン       | 大ノーサンプトンシャーS | 2mi     | 18   | 1着  | Kitchener | 7st 9lb  | (Lord Zetland)    | [ 25 ]        |
| 1864年4月17日  | ロンシャン           | ランペラトリス大賞      | 5000m   | 4    | 1着  |           |          | (Stradella)       | [ 26 ]        |
| 1864年6月4日   | ロンシャン           | ランペルール賞          | 3200m   | 4    | 1着  |           |          | (Stradella)       | [ 27 ]        |
| 1864年6月30日  | ウスター             | ウスターシャーS         | 1mi 3f  | 7    | 2着  | Kitchener | 8st 8lb  | Exchequer         | [ 28 ]        |
| 1864年7月28日  | グッドウッド         | グッドウッドC           | 2+1⁄2mi | 10   | 1着  | Kitchener | 9st      | (East Lancashire) | [ 29 ]        |
| 1864年8月3日   | ブライトン           | ブライトンC             | 約2mi   | 2    | 1着  | Kitchener | 9st 7lb  | (The Little Stag) | [ 30 ]        |
| 1864年8月9日   | ウルヴァーハンプトン | ウルヴァーハンプトンS   | 約2mi   | 6    | 2着  | Kitchener | 8st 12lb | Oldminster        | [ 31 ]        |
| 1864年9月5日   | バーデンバーデン     | バーデン大賞            | 3200m   | 6    | 2着  | Kitchener | 63kg     | Vermout           | [ 32 ] [ 33 ] |
| 1864年10月9日  | ロンシャン           | ランペルール大賞        | 6200m   | 6    | 3着  | Kitchener |          | Noëlie            | [ 34 ]        |

## 産駒と子孫

### 主な産駒
ドラールが兼ね備えていた体の軽さと頑丈さを受け継いだ結果、障害飛越競技で活躍した産駒も多い。Touchstone (1889, p. 105) は、ドラールを「産駒数とその質の安定性において過去25年のフランスで最も顕著な種牡馬」と評した。
- Perla （1871年産、ドゥーアン賞[注 22]、ドーヴィル大賞）
- Tartane （1871年産）
- Salvator / サルヴァトール（1972年産、ジョッケクルブ賞、パリ大賞）
- Fontainebleau / フォンテーヌブロー （1874年産、プール・デッセ[注 11]）
- Patriarche （1874年産、オートゥイユ大ハードル（英語版））
- Verte Bonne （1880年産、ディアヌ賞）
- Martin-Pècheur II （1881年産）
- The Condor / ザコンドル （1882年産、グランクリテリウム[注 1]、ラクープ（英語版））
- Upas / ユパス （1883年産、ジョッケクルブ賞、グラディアトゥール賞）
- Achéron / アケロン （1884年産、フォレ賞）
- Bocage / ボカージュ （1885年産、グレフュール賞）
- Dauphin （1885年産）

### 牝駒の主な産駒
- Maximum / マキシマム (1899年産、父シャレー (Chalet)、アスコットゴールドカップ）
- Old Man / オールドマン （1901年産、父オービット（wikidata）、アルゼンチン四冠、アルゼンチンリーディングサイアー3回、アルゼンチンリーディングブルードメアサイアー9回）

### 父系子孫
ドラールの種牡馬としての成功は、ヘロド系（バイアリータークのサイアーライン）を現代へ存続させるにあたって大きな役割を演じている。
直仔の種牡馬のうち最も重要なのは1870年産のアンドロクレ (Androclès) である。競走馬としてはハンデキャップ競走勝ちに留まったが、仔のカンバイス (Cambyse) がイスパーン賞を勝って後継種牡馬となった。そしてカンバイスはジョッケクルブ賞馬ガルドフュー (Gradefeu) やコンセイユミュニシパル賞馬 Callistrate を出し、前者が活躍した1898年にフランスリーディングサイアーを獲得した。ガルドフューの孫のパリ大賞馬ブリュルールも3回のフランスリーディングサイアーに輝き、その仔クサールからトウルビヨンを経た父系が現在まで残っている。
1886年のジョッケクルブ賞に同着優勝したユパス (Upas) の産駒からは、ジョッケクルブ賞父子制覇を達成したオムニウムやグラディアトゥール賞連覇のエルフ (Elf) といった名ステイヤーが出た。前者は牝駒キジルクールガンがディアヌ賞やパリ大賞に優勝した1902年にフランスリーディングサイアーとなり、後者もジョッケクルブ賞馬シーシック (Sea Sick) やカドラン賞馬ニンバスを出す成功を収めた。
ドラール産駒のもう一頭のジョッケクルブ賞馬であるサルヴァトール (Salvator) は引退後種牡馬としてイギリスへ輸出され、そこで1883年のセントレジャーステークスに優勝したオシアンの父となった。
- Dollar 1860
  - Androclès 1870
    - Cambyse 1884
      - Callistrate 1890
        - Gost 1898
          - Badajoz 1907
            - Épinard 1920
              - Rodosto（英語版） 1930

      - Gradefeu 1895
        - Chouberski 1902
          - Brûleur 1910
            - Ksar 1918
              - Tourbillon 1928 →トウルビヨン系へ
              - Thor 1930

  - Salvator 1872
    - Ossian 1880

  - Upas 1883
    - Omnium II 1892
    - Elf 1893
      - Sea Sick 1905
      - Nimbus II 1910
        - Le Capucin（英語版） 1920

## 血統表
| Dollarの血統           | Dollarの血統                                                     | Dollarの血統                                                     | （血統表の出典）                                                 | （血統表の出典） |
| 父系                   | ヘロド系                                                         | ヘロド系                                                         | ヘロド系                                                         | [ § 2 ]          |
| 父 The Flying Dutchman | 父の父Bay Middleton                                              | Sultan                                                           | Selim                                                            | Selim            |
| 父 The Flying Dutchman | 父の父Bay Middleton                                              | Sultan                                                           | Bacchante                                                        |                  |
| 父 The Flying Dutchman | 父の父Bay Middleton                                              | Cobweb                                                           | Phantom                                                          | Phantom          |
| 父 The Flying Dutchman | 父の父Bay Middleton                                              | Cobweb                                                           | Filagree                                                         |                  |
| 父 The Flying Dutchman | 父の母Barbelle                                                   | Sandbeck                                                         | Catton                                                           | Catton           |
| 父 The Flying Dutchman | 父の母Barbelle                                                   | Sandbeck                                                         | Orvillina                                                        |                  |
| 父 The Flying Dutchman | 父の母Barbelle                                                   | Darioletta                                                       | Amadis                                                           | Amadis           |
| 父 The Flying Dutchman | 父の母Barbelle                                                   | Darioletta                                                       | Selima                                                           |                  |
| 母 Payment             | 母の父Slane                                                      | Royal Oak                                                        | Catton                                                           | Catton           |
| 母 Payment             | 母の父Slane                                                      | Royal Oak                                                        | Smolensko Mare                                                   |                  |
| 母 Payment             | 母の父Slane                                                      | Orville Mare                                                     | Orville                                                          | Orville          |
| 母 Payment             | 母の父Slane                                                      | Orville Mare                                                     | Epsom Lass                                                       |                  |
| 母 Payment             | 母の母Receipt                                                    | Rowton                                                           | Oiseau                                                           | Oiseau           |
| 母 Payment             | 母の母Receipt                                                    | Rowton                                                           | Katherina                                                        |                  |
| 母 Payment             | 母の母Receipt                                                    | Sam Mare                                                         | Sam                                                              | Sam              |
| 母 Payment             | 母の母Receipt                                                    | Sam Mare                                                         | Morel                                                            |                  |
| 母系(F-No.)            | 1号族(FN:1-b)                                                    | 1号族(FN:1-b)                                                    | 1号族(FN:1-b)                                                    | [ § 3 ]          |
| 5代内の近親交配        | Selim: S4×S5, Catton: S4×M4, Beningbrough: S5×M5, Evelina: S5×M5 | Selim: S4×S5, Catton: S4×M4, Beningbrough: S5×M5, Evelina: S5×M5 | Selim: S4×S5, Catton: S4×M4, Beningbrough: S5×M5, Evelina: S5×M5 | [ § 4 ]          |
| 出典                   | 1. 2. 3. 4.                                                      | 1. 2. 3. 4.                                                      | 1. 2. 3. 4.                                                      | 1. 2. 3. 4.      |